# Aphanocladium
Aphanocladium is een geslacht van schimmels behorend tot de familie Nectriaceae. De typesoort is Aphanocladium album.

## Soorten
Het bevat vier soorten (peildatum maart 2023):
| Soortnaam                 | Auteur(s)                   | Publicatiejaar |
| ------------------------- | --------------------------- | -------------- |
| Aphanocladium album       | (Preuss) W. Gams            | 1971           |
| Aphanocladium macrosporum | J.L. Chen, W.S. Lin & Tzean | 1999           |
| Aphanocladium meliolae    | (Hansf.) W. Gams            | 1971           |
| Aphanocladium tomentosum  | Aramb.                      | 1981           |